# Experiments and Observations on Different Kinds of Air

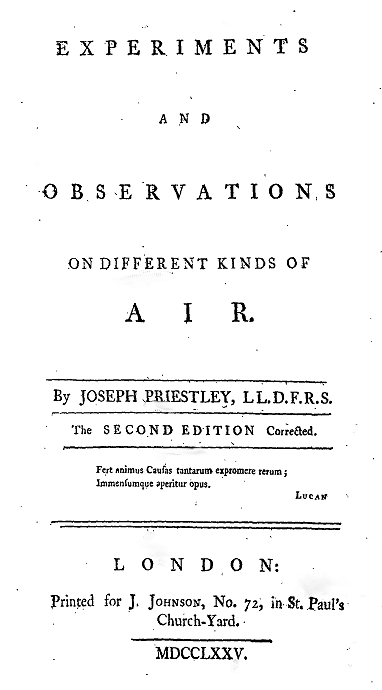
Primera página del libro Experiments and Observations on Different Kinds of Air.

Experiments and Observations on Different Kinds of Air (del inglés, «Experimentos y observaciones sobre diferentes clases de aire»)(1774–86) es una obra en seis volúmenes publicada por el erudito inglés Joseph Priestley en la cual informa acerca de sus experimentos sobre "aires" o gases, el más notable entre ellos es el del descubrimiento del oxígeno, que Priestley denominó «aire desflogisticado».
En el primer volumen de Experiments and Observations on Different Kinds of Air Priestley delineó varios descubrimientos importantes: experimentos que eventualmente conducirían al descubrimiento de la fotosíntesis y de numerosos "aires": el "aire nitroso" (óxido nítrico, NO), "vapor de espíritu de la sal" (conocido más tarde como "aire ácido" o "aire marino ácido" y actualmente como cloruro de hidrógeno, HCl), "aire alcalino" (amoníaco, NH3), "aire nitroso disminuido" o "deflogisticado" (óxido nitroso, N2O), y el "aire deflogisticado" (oxígeno, O2). 